# David Cowling
David Roy Cowling (Doncaster, 27 novembre 1958) è un allenatore di calcio ed ex calciatore inglese, di ruolo centrocampista.

## Carriera

### Club
Ha giocato con Mansfield Town, Huddersfield Town, Scunthorpe United e Reading.
Conta 152 presenze in Second Division, il secondo livello del calcio inglese.

### Allenatore
Nel 1997 ha allenato il Doncaster Rovers.

## Palmarès

### Giocatore

#### Competizioni nazionali
- Fourth Division: 1

Huddersfield Town: 1979-1980